# Instrument de musique électronique
Un instrument de musique électronique est un instrument de musique qui utilise un ou plusieurs circuits électroniques pour produire des sons. 
L’histoire des instruments de musique a suivi l'évolution des technologies :
- Il y a d'abord eu l’instrument acoustique utilisant l'énergie mécanique produite par l’homme, véhiculée et transformée par d’autres systèmes mécaniques. Ses capacités musicales sont le résultat d'une succession de découvertes et d'amélioration empiriques.
- Arrive ensuite l’instrument électromécanique qui, grâce à la maîtrise de l’électricité et la découverte du moyen de convertir l’énergie mécanique en énergie électrique, va donner le microphone. On en trouve l'application, par exemple, dans la guitare électrique.
- L’instrument électronique analogique est le résultat d'une meilleure connaissance de la nature et de la constitution des ondes sonores que l'on va chercher à reproduire avec des générateurs électroacoustiques, c'est l'ère du synthétiseur.
- La possibilité de calculer une forme d'onde sonore ou de convertir toute information sonore en un fichier en utilisant les outils de l'informatique a permis d'abord de concevoir des instruments numériques ou hybrides (analogique et numérique combinés), pour aboutir à l'étape actuelle avec des instruments virtuels générés et contrôlés au sein d'un ordinateur.

## Introduction
De la même manière que l’outil a été une extension des possibilités offertes directement par le corps humain, l’instrument de musique vient compléter et étendre les possibilités sonores de la voix.
L'étape la plus ancienne dans la facture instrumentale se caractérise par la recherche de procédés qui utilisent les vibrations physiques de corps solides. Des dizaines de générations d'artisans chercheront d'une manière empirique les moyens d'améliorer la qualité et la puissance de leurs instruments.
Tous les instruments acoustiques se composent de trois éléments :
- Un corps matériel pouvant vibrer dans les fréquences audibles par l'oreille humaine (corde, colonne d'air, lame de bois, de métal, membrane) ;
- Un système quelconque qui permet au musicien de le mettre en vibration (doigt, bouche, anche, clavier, archet, plectre, etc.) ;
- Un matériau mécaniquement lié à l'élément vibrant, et qui, en entrant en résonance avec lui, amplifie la vibration (caisse de résonance, pavillon, tuyau, etc.).

La maîtrise de l'électricité a permis de concevoir de nouveaux instruments utilisant en partie ou totalement des circuits électriques pour générer leurs sonorités. Ces instruments seront, suivant le cas, de type électro-mécanique ou électronique (analogique, numérique ou hybride).

## Instruments électromécaniques

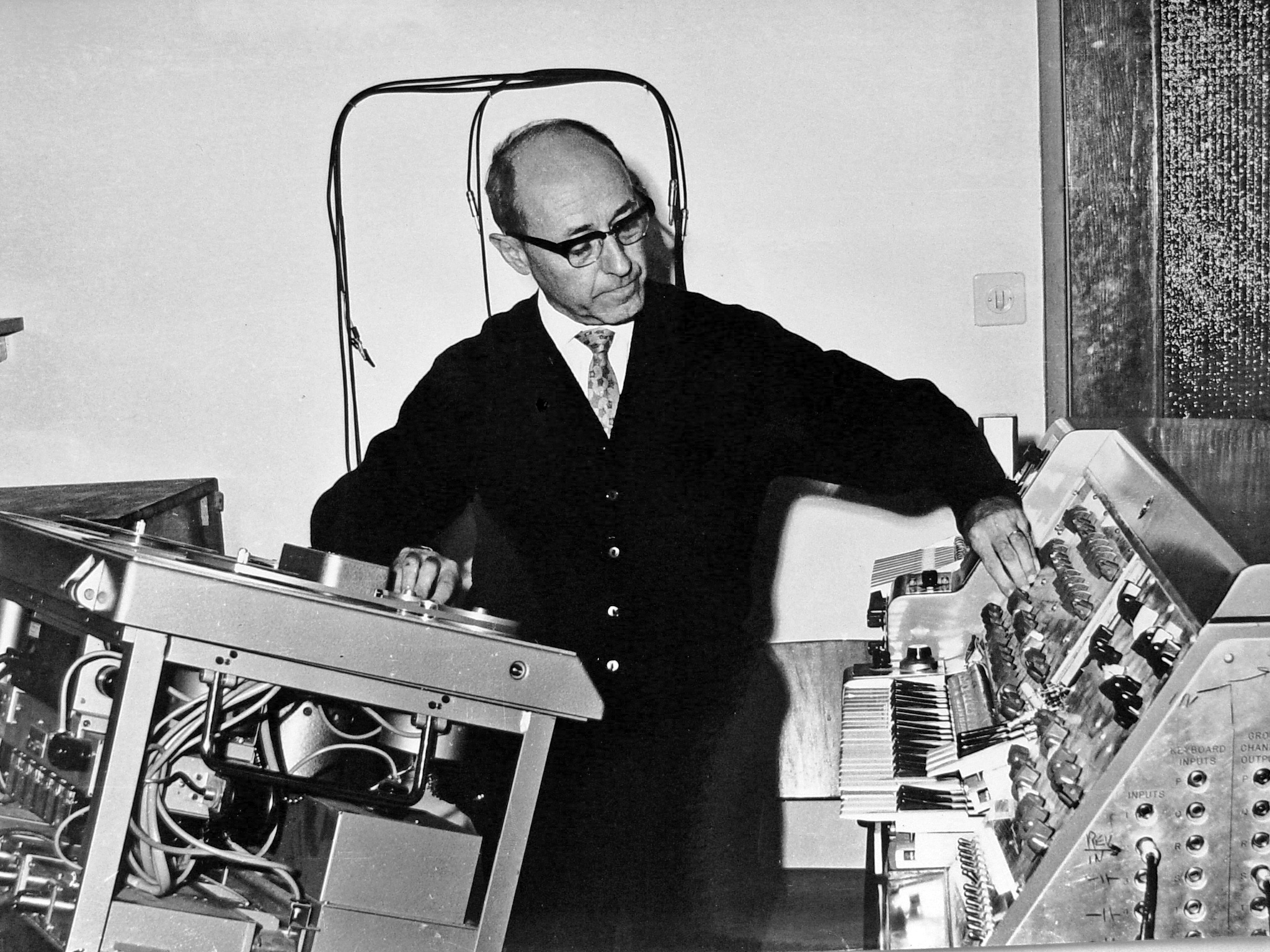
Un studio de musique électronique en 1965

En remplaçant le résonateur par un amplificateur et un haut-parleur, l'oscillateur restant mécanique, on crée l'instrument électromécanique. On parle aussi d'instruments de musique électriques. Dans ce type de système un capteur électromagnétique (microphone ou autre type de capteur) transforme les oscillations périodiques du vibreur matériel en un courant électrique oscillant, traité ensuite par un amplificateur et éventuellement des filtres pour aboutir à un haut-parleur.
Ces inventions sont à l’origine de la plupart des instruments apparus dans les années 1950, caractéristiques de la musique populaire : la guitare électrique, l’orgue Hammond à roues phoniques, le piano Fender. Grâce aux systèmes de sonorisation on assiste alors à une augmentation considérable des puissances acoustiques délivrées : de très petites formations de trois, quatre ou cinq musiciens peuvent facilement se faire entendre dans de très grandes salles.

## Instruments électroniques analogiques
Ce sont des instruments dépourvus de vibreur physique et équipés de générateurs électroniques oscillants — oscillateurs — qui produisent directement un signal électrique périodique. Ces générateurs sont d'abord à base de lampes, selfs, condensateurs, puis à base de transistors et enfin à base de circuits intégrés. Les signaux bruts produits sont combinés, filtrés, le tout étant modulé et traité par divers circuits dont des générateurs d'enveloppe pour définir les contours du son (timbre et volume) et se rapprocher ainsi de la richesse et de la complexité des sons produits par les instruments mécaniques ou électromécaniques.
En tenant compte des caractéristiques qui définissent un son, ses constituants (les harmoniques, les partiels et les bruits non périodiques), sa hauteur ou fréquence, son mode d’apparition et de disparition — qu'on appelle enveloppe —, il a été possible de créer des appareils reproduisant ces éléments avec la possibilité pour l’utilisateur de les modifier à sa convenance : C'est ainsi qu'ont été inventés les premiers synthétiseurs sonores dits « analogiques ».

## Technologies numériques et instruments analogiques
Les technologies numériques font leurs premiers pas au cours des années 1970 sur les synthétiseurs analogiques. Elles permettent notamment le contrôle et la mémorisation des paramètres de réglage d'un son que l'on peut alors changer et rappeler à l'envie en appuyant sur un simple bouton. Elles permettent aussi la gestion d'un écran d'affichage pour la visualisation, la gestion de l'affectation des voies aux touches du clavier sur un synthétiseur polyphonique, etc. Au début des années 1980, les micro-processeurs embarqués dans les instruments analogiques voient leurs tâches s'étendre (contrôle de générateurs d'enveloppes, etc.). Ces fonctions affectent peu ou pas le caractère analogique de l'instrument, les éléments principaux de la chaîne audible du signal (oscillateurs, filtres, amplificateurs) étant toujours contrôlés en tension. Les oscillateurs analogiques contrôlés numériquement (DCO) font aussi leur apparition avec l'avantage par rapport au VCO de disposer d'une stabilité de hauteur de ton théoriquement parfaite.
Avec la multiplication des instruments équipés de micro-processeurs, le standard de contrôle purement analogique CV-gate devient obsolète et ne suffit plus. La question de la communication et du pilotage entre instruments différents se pose, chaque constructeur étant tenté de définir son propre protocole. Conscient du problème, les principaux constructeurs se concertent et se mettent d'accord pour définir un protocole numérique simple et universel de communication : MIDI (Musical Instrument Digital Interface). Le MIDI permet à des instruments de toute catégorie, analogique ou numérique, de communiquer. Il existe des convertisseurs MIDI vers CV-gate pour piloter des synthétiseurs analogiques anciens ou dépourvus de micro-processeur.

## Instruments électroniques numériques
Les premiers instruments électroniques entièrement numériques apparaissent au début des années 1980.

### Synthétiseurs numériques
Il existe plusieurs familles d'ondes sonores pouvant être générées par un instrument numérique. Le son peut être directement calculé, c'est-à-dire obtenu par l'application de formules mathématiques (synthèse en modulation de fréquence (FM), synthèse additive, modélisation physique ou acoustique), obtenu par lecture de tables d'ondes (enchainement et mélange de formes d'onde simples et courtes), ou par lecture d'échantillons (ou échantillonnage). Ces différentes méthodes peuvent être combinés. La suite du traitement du signal reste normalement dans le domaine numérique avant conversion analogique en sortie de l'instrument. Ces instruments peuvent, suivant le choix du concepteur, être de véritables synthétiseurs avec de très nombreux paramètres modifiables pour confectionner ses propres sonorités, ou au contrairement des instruments prêt-à-l'emploi offrant une vaste palette de sons reproduisant aussi fidèlement que possible tous les types d'instruments connus (large recours aux échantillons dans ce cas).

### Échantillonneurs
L'échantillonneur n'est pas un appareil qui crée un son inédit ou imite un son en le construisant à partir de différents types de générateurs, de filtres, etc., mais un appareil qui permet d'enregistrer numériquement un son réel. Une fois mémorisée, cette sonorité peut alors être affectée à un clavier ou un séquenceur afin d'être « rejouée » à volonté, la hauteur du ton de l'échantillon suivant celle de la note. Elle peut aussi être transformée radicalement (bouclage, découpage, collage, inversion, transposition…) pour obtenir des sonorités originales. On demande par exemple à un violoncelliste prestigieux, qui a consacré plusieurs années de sa vie à travailler sa sonorité, de jouer sur son instrument les douze demi-tons de la gamme chromatique sur plusieurs octaves. La machine mémorise ces « échantillons », et un séquenceur ou un clavier peut théoriquement interpréter n’importe quelle mélodie avec cette sonorité de violoncelle. La capture, généralement par un microphone, des « échantillons » peut s’effectuer à partir de n’importe quelle source sonore, qu'elle soit produite en direct ou déjà enregistrée (figurant sur un disque ou une bande magnétique, par exemple).

## Instruments hybrides (analogique-numérique)
Il s'agit d'instruments combinant les deux technologies. Un synthétiseur hybride pourra par exemple disposer de générateurs ou oscillateurs numériques (tables d'ondes, échantillons, par exemple) et de filtres (VCF) et amplificateurs (VCA) analogiques pour finaliser le son. Certains échantillonneurs, notamment ceux de la première génération, sont également hybrides et contiennent des filtres et amplificateurs analogiques.

## Ordinateur
Avec les logiciels audio-numériques de plus en plus complets, l’augmentation des puissances de calcul et de stockage, la possibilité d'enregistrement en temps réel sur disque dur, etc., l'ordinateur investit progressivement le domaine des instruments électroniques. Dès la fin du vingtième siècle il devient capable d'héberger des instruments virtuels qui reproduisent des sonorités comparables à celle des instruments analogiques et numériques évoqués dans cet article. il existe des instruments virtuels spécialisés dans la modélisation analogique, l'échantillonnage, la modélisation acoustique, etc. Tous les types de synthèses connus (et inconnus) sont, avec le logiciel adéquat correspondant, accessibles au sein d'un ordinateur.
Les instruments virtuels présentent quatre avantages essentiels :
- coût en équipement plus faible,
- fiabilité accrue en raison de l’absence de parties mécaniques en mouvement,
- souplesse d’utilisation,
- possibilité de réunir dans une seule machine tous les appareils antérieurs de traitement du son

Depuis le début du XXIe siècle, un seul ordinateur équipé de quelques logiciels peut désormais constituer l’équivalent d’un studio d’enregistrement.

## Les instruments électroniques sur le territoire des instruments acoustiques
L'élaboration des instruments électroniques au fil du temps et s'est toujours inspirée des instruments réels. Bon nombre d'entre eux ont été conçus pour imiter les instruments acoustiques, déjà du temps de l'analogique. Grâce aux progrès technologiques, les imitations se sont rapprochées des originaux. L'échantillonnage a notamment été une étape importante, mais l'échantillon est à l'instrument réel ce que la photographie est à son modèle : l'un est figé, l'autre est vivant. L'étape suivante actuelle, celle de la modélisation, est plus prometteuse. Son principe est de créer une information sonore à partir des paramètres physiques mis en jeu dans l’émission d’un son. À partir de l’échantillon d’un son, des logiciels déterminent qu’il a été produit par tel élément vibrant, à telle fréquence, qu’il a telle composition en harmoniques diverses, telle décomposition au niveau de son attaque etc. Mais il indique ensuite par quels procédés vibratoires physiques il a été obtenu (une corde de telle longueur, en tel matériau, mise en mouvement par tel procédé, une table d’harmonie de telle taille, de telle forme, en tel matériau etc.). Il est possible de faire varier ces paramètres et d’entendre le résultat. Ainsi, on peut imaginer une flûte traversière où le tube serait allongé trois fois de sa longueur et recourbé sur lui-même en forme de colimaçon. Il n’est plus nécessaire de construire matériellement un tel instrument, le logiciel intègre ces paramètres, modélise l’instrument, et fait entendre le son qu’il produirait. S’il est satisfaisant, rien n'interdit d’en donner les cotes et les plans à un artisan pour qu’il le construise. Il s’agit alors d’instruments qui vont au delà de la simple synthèse sonore ou de la manipulation d’échantillons.

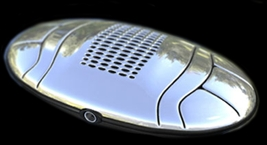
Nouvelle génération d'instruments de musique électronique (2012).

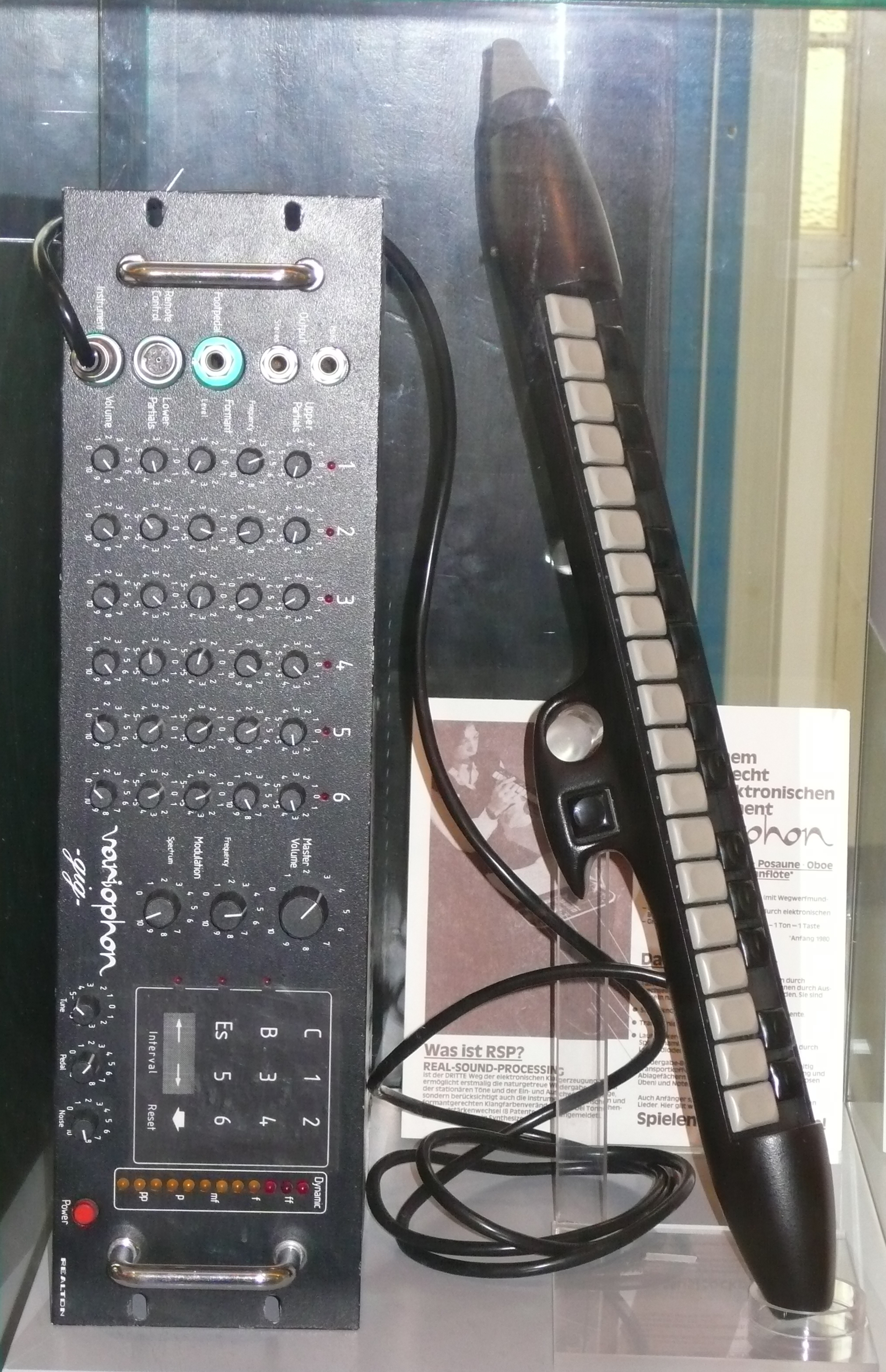
Un variophone (1979)